# Georg Weikert

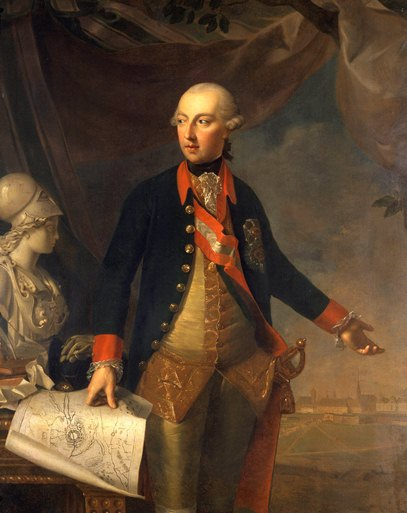
Porträt Kaiser Joseph II., undatiert (HGM).

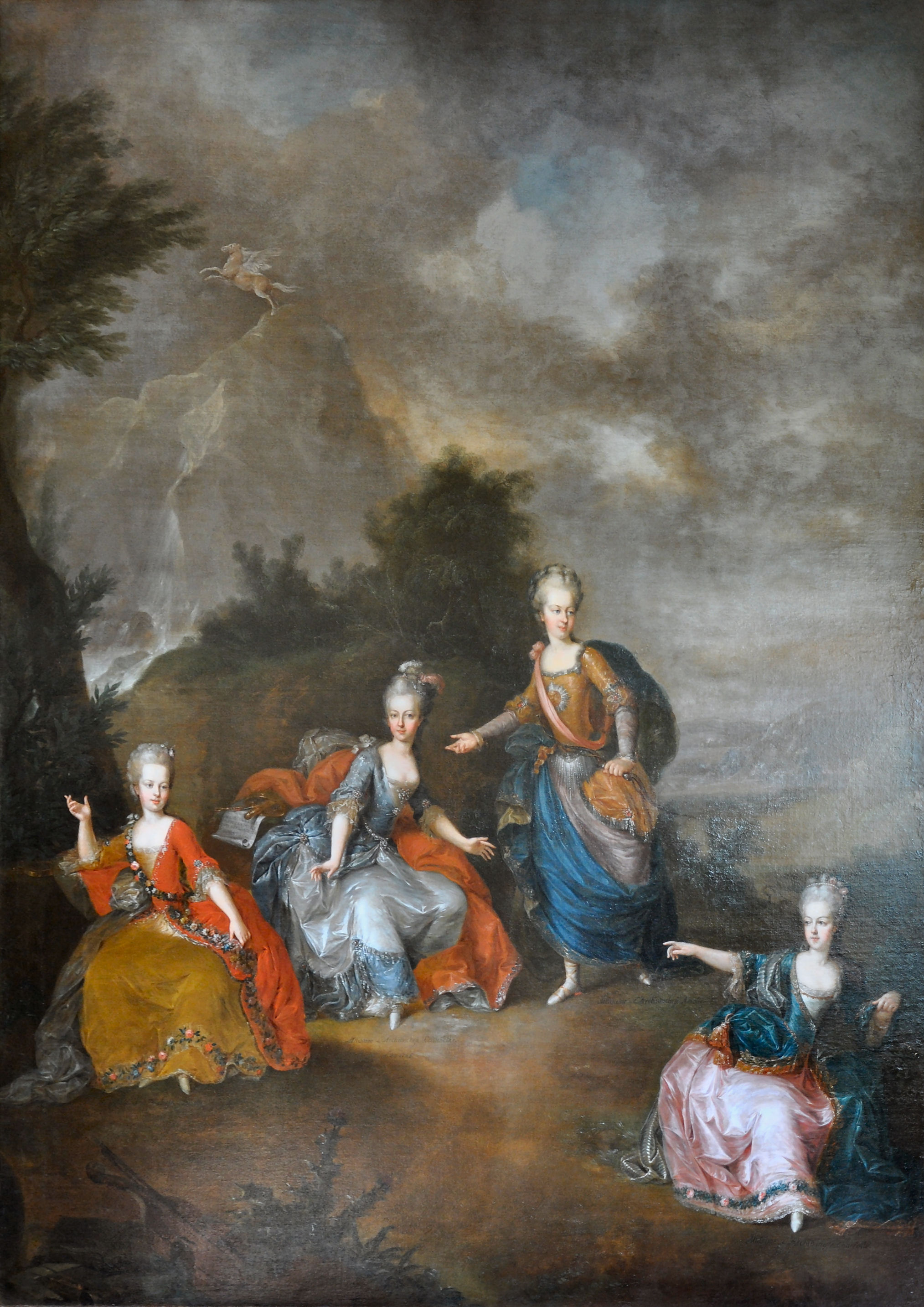
Il Parnaso confuso, 1778

Georg Weikert (auch Johann Georg Weikert, * 1743 oder 1745 in Wien; † 2. Februar 1799 in Wien) war ein österreichischer Porträtmaler des Spätbarock.

## Leben und Werk
Weikert arbeitete als Schüler des berühmten Hofmalers Martin van Meytens am Wiener Hof der Habsburger und fertigte dort Porträts u. a. von Kaiserin Maria Theresia, Kaiser Joseph II., Königin Kaoline von Neapel, Großherzog Leopold von der Toskana und vieler weiterer Mitglieder des Wiener Hochadels an. Im Februar 1766 und im Jänner 1777 erhielt Weikert Zahlungen für vier Porträts, welche er dem Bischof von Brixen, Leopold von Spaur übersandte. Ebenso 1777 erhielt Weikert eine Zahlung für Porträts, welche er für die Theresianische Militärakademie in Wiener Neustadt anfertigte. 
Er war mit den 1794 als Jakobiner und Staatsverräter verhafteten Demokraten Andreas Riedel und Franz Hebenstreit befreundet, welche er auch porträtierte. Nemo hieß das Porträt von Andreas Riedel, Homo jenes von Franz Hebenstreit. Nach deren Verhaftung verschwanden die Bilder, die im Salon von Andreas Riedel hingen.

## Werke (Auszug)
Die Porträts von der Hand des Georg Weikert befinden sich heute zum überwiegenden Teil im Staatsbesitz der Republik Österreich und deren Sammlungen, wie etwa der Österreichischen Galerie Belvedere, dem Kunsthistorischen Museum und dem Heeresgeschichtlichen Museum. Ebenso befinden sich im Schloss Greillenstein, im Schloss Schönbrunn und in der Wiener Hofburg Gemälde Weikerts.
- Porträt Kaiser Joseph II., Öl auf Leinwand, undatiert, 150 × 121 cm, Heeresgeschichtliches Museum, Wien.[2]
- Porträt Hermengilde Liechtenstein, Öl auf Leinwand, 1784, 235 × 164 cm, Privatstiftung Schloss Esterházy, Eisenstadt
- Fest anlässlich der Hochzeit Kaiser Erzherzog Josephs und Maria Josepha von Bayern, 1765, Öl auf Leinwand, 183 × 145 cm, Schloss Versailles
- Porträt Elizabeth Waldstein-Wartenberg, 1789, Öl auf Leinwand, 225 × 149 cm, Ungarisches Nationalmuseum, Budapest
- Porträt Feldmarschall Andreas Hadik von Futak, 1783, Öl auf Leinwand, Andreas Hadik von Futak, Budapest
- Il Parnaso confuso (Aufführung der gleichnamigen Serenata von Christoph Willibald Gluck im Jahr 1765), 1778, Öl auf Leinwand, 220 × 212 cm, Schloss Versailles